# Giardino Salomon
Il giardino Salomon è un parco di Solighetto (frazione di Pieve di Soligo), situato in un'area collinare.

## Storia
Nacque come progetto di museo all'aperto: ideato tra il 1959 e il 1960, dopo due anni giungeva a termine. A concretizzare il progetto furono quattro menti: Luciano Salomon (proprietario del terreno), Andrea Zanzotto, Carlo Scarpa e Toni Benetton, il quale trasformava in scultura le idee.
Le sculture che popolavano il parco sono state trasferite nella residenza dello scultore, villa Benetton detta "La Marignana", oggi sede del Museo Toni Benetton. Del progetto scultoreo che interessava il parco, di particolare interesse erano delle statue in ferro rappresentanti uccelli, progettate in sintonia con uno specchio d'acqua sul quale si affacciavano. Altre statue raffiguravano santi, eroi, ballerine e animali.